# Hvorledes jeg kom til Filmen
Hvorledes jeg kom til Filmen er en dansk stumfilm fra 1919, der er instrueret af Robert Dinesen efter manuskript af Niels Th. Thomsen.

## Handling
Den unge, ærgerrige og stumme kunstner fejrer mægtige triumfer, og en rig amerikanerinde forelsker sig i ham. Efter forskellige genvordigheder forenes de, efter at kunstneren har fået sin stemme tilbage ved en operation.

## Medvirkende
- Valdemar Psilander - Silvio Gaetano
- Frederik Jacobsen - Organist Umland
- Else Frölich - Edith Randolph
- Johannes Ring - Ediths far
- Torben Meyer - Gordon Sidney, Ediths tilbeder
- Erik Holberg - Kent, Gaetanos sekretær og ven
- Ingeborg Spangsfeldt
- Franz Skondrup
- Aage Lorentzen
- Mathilde Felumb Friis
- Carl Schenstrøm
- Agnes Andersen
- Philip Bech - Professor Carroll
- Peter Jørgensen
- Henny Lauritzen